# 1998 KD22
1998 KD22 är en asteroid i huvudbältet som upptäcktes den 22 maj 1998 av LINEAR i Socorro County, New Mexico.
Asteroiden har en diameter på ungefär 17 kilometer och den tillhör asteroidgruppen Themis.